# الزبداني
الزبداني هي مدينة ومصيف سوري وأقدم وأشهر المصايف العربية، تتبع المدينة محافظة ريف دمشق ومنطقة الزبداني، وتقع على مسافة 45 كم شمال غرب العاصمة دمشق. وتمتد المدينة على سفوح جبال لبنان وتشرف على سهل رائع هو سهل الزبداني.
ارتبط تاريخها بأقدم عاصمة في التاريخ دمشق، وتقع على يمين الطريق الدولي الذي يربط دمشق ببيروت، في وسط المسافة بين دمشق وبعلبك، في وهدة جبلية في سلسلة الجبال السورية، حيث ترتفع عن سطح البحر ما بين 1,150 و 1,250 متراً. وتقع الزبداني في المنطقة نصف جافة إلى نصف رطبة، بمعدل أمطار يبلغ 500 مم في العام. تحدُّها سلسلتان جبليتان، هما جبل سنير من الغرب وجبل الشقيف من الشرق، ويتوسَّطها بساط أخضر يشكل سهل الزبداني.

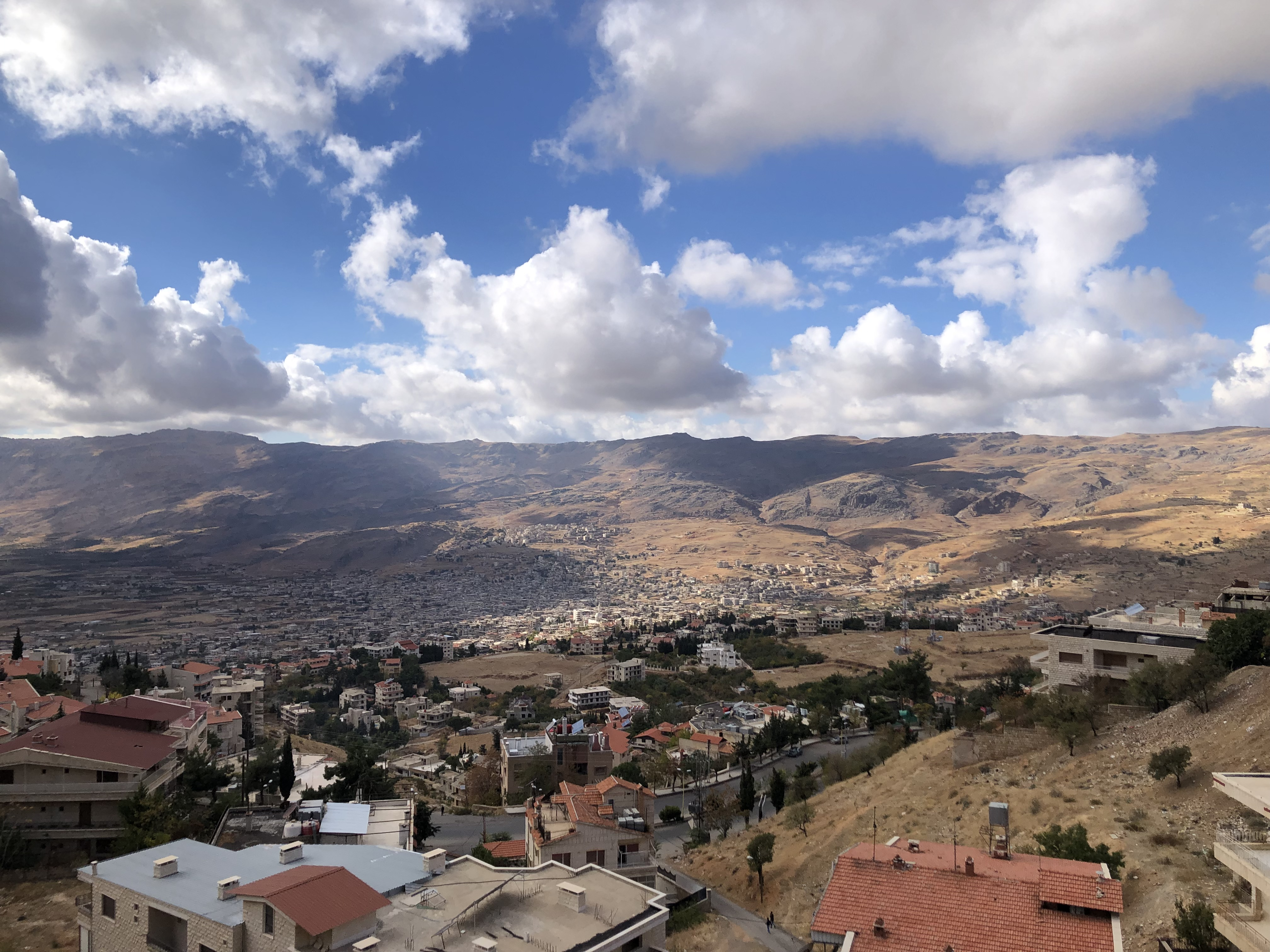

تحيط بالمدينة مجموعة من البلدات والقرى، وهي: بلودان وبقين ومضايا وسرغايا وعين حور وبرهليا، وينبع من جنوبها نهر بردى. كما تكثر الينابيع في الزبداني، فمنها نبع العرق والكبري والجرجانية، وتتنوع فيها الثمار وأشجار الفاكهة من تفاح الزبداني والإجاص والخوخ والدراق والجوز والتين والعنب وغيرها.

## التسمية
تسمى بـ«زبداني»، بكسر الزاي وسكون الباء، وتُلفظ أيضاً بفتح كليهما، وهذا هو الأصح، لأنه منقول عن أصله الآرامي، وأما الياء الأخيرة في الكلمة فلقد وردت مخففة لا مشدَّدة. أصل الكلمة الآرامي (السرياني) كان على صيغة الجمع «زابادوناي»، ثم نقلت إلى اليونانية في القرن الرابع قبل الميلاد باسم «زابادوني»، والأصل في اللغة الآرامية والسريانية ثم العربية واحد، والمفرد منها «زبد»، ومعناه اللب أو لب الخير وخلاصته، فدخلت إلى اللغة العربية بنفس اللفظ والمعنى.
لكون هذه الكلمة مقدسة عند الآراميين فلقد أوجدوا لها إلهاً، وصنعوا له تمثالاً عبدوه وبنوا له المعابد والهياكل وجعلوه ابن الشمس (الإله الأكبر)، ويُسمَّى عندهم "إيل"، فسموه «زبدئيل»، وتسمى بهذا الاسم الكثير من ملوك آدم وملوك الأنباط وملوك تدمر. وما تزال بقايا هذا الاسم في عدد من مناطق الوطن العربي، فهناك «زيدل» في لبنان غربي شتورة، و«ربدئيل» في العراق، و«زبدان» في الجزيرة السورية على نهر الخابور، و«ربلان» في اليمن، وهناك أيضاً جبل زاباد.
ذكرها الرَّحالة ياقوت الحموي (1178-1229م) قائلًا: «الزَّبَدَانِيّ: بفتحٍ أوله وثانيه، ودال مهملة، وبعد الألف نون ثم ياء مشددة كياء النسبة».

## التاريخ

### العهود القديمة
تاريخ الزبداني موغل في القدم ويترافق مع تاريخ مدينة دمشق. فقد استوطـن الإنسان هذه المنطقة من الأرض لكثرة خيراتها ووفرة مياهها، ويعتقد أن سكانها القدامى يعودون في أصولهم إلى سكان مدينة دمشق وبعلبك والأماكن المجاورة لهما مثل الأبلية أي سوق وادي بردى في جبال دمشق، وكلشيش أو عنجر وما جاورهما. لقد كانت هذه المدينة ذات أهمية كبيرة كطريق تجاري لقوافل بين المدينتين التاريخيتين (دمشق وبعلبك). وكطريق عسكري للفتوحات والحروب. يعود أصل سكان هذه المدينة إلى الآراميين الذين كانوا أول من سكن هذه البلاد، وهم من نسل سام بن نوح، الذين نسبوا إلى جدهم آرام بن سام، وهم الذين أسسوا مدينة دمشق منذ آلاف السنين وسموها باسم جدهم سام أو (شام) وفي ذلك الوقت تم تعمير عدد من المدن مثل الزبداني ـ السفيرة ـ حلبون ـ إيبليا أو (سوق وادي بردى) ـ منين ـ صيدنايا.
كانت تقوم في منطقة الزبداني قرى عديدة مثل (كفر نفاخ) و(كفر عامر) ويقال أنهما كانت بلدات صناعية ذات مستوى اقتصادي جيد يعملان في صناعة الحرير الطبيعي وفي مزارع الكروم والعنب ومعاصره. أما ما يسمى بـ (النبي عبدان) وهي موقع شمال البلدة أيضاً يقال أنه مقاماً لرجلين صالحين دفنا هناك وكان يزوره أهالي المدينة. وفي ظاهر البلدة القديمة وعلى بعد ألفي متر تقريباً باتجاه الجنوب وعلى الطريق المؤدية إلى دمشق، تقوم مساحة من الأرض فيها نبع ماء رقراق وبمساحة (4) دونمات من الأرض. وتسمى (خان الفندق) في بقايا أثرية، حيث كان يقوم هناك سوق عام إسبوعي. ويحوي المكان على استراحة للقوافل ولإيواء المسافرين، وأمكنة لمبيت مواشيهم وخيولهم وجمالهم، وفيه حمام كبير تأتيه المياه من نبع الجرجانية، وتعرض في هذا السوق البضائع المختلفة القادمة من دمشق ومن وغيرها. وجدير بالذكر أن في منطقة الزبداني كانت تقوم مجموعة كبيرة من الأديرة للرهبان والنساك والزهاد على مساحات صغيرة من الأرض يستثمرها الرهبان لمعيشتهم وحياتهم ومن هذه الأديرة دير الأخرس ودير سلامة.
ذكر الرحَّالة ياقوت الحموي (1178-1229م) مدينة الزَّبداني قائلًا: «كورة مشهورة معروفة بين دمشق وبعلبك منها خرج نهر دمشق، وإليها ينسب العدل الزبداني الذي كان يترسل بين صلاح الدين يوسف بن أيُّوب والفرنج».

### احتجاجات 2011-2012
خلال حركة الاحتجاجات الشعبية في عامي 2011 و 2012 ضد نظام بشار الأسد في سوريا، كانت لمدينة الزبداني وقراها مُشاركة فاعلة في الحراك منذ وقت مبكر منه، وتعرَّضت المظاهرات إثر ذلك لهجمات متكررة من طرف قوات الأمن وسقطَ الكثير من القتلى. في 17 يوليو من عام 2011 تعرَّضت المدينة للاقتحام الأول، حيث اجتحها أكثر من 2,000 جندي، ثم اقتحمتها الدبابات والمدرعات بعد حصارها وإغلاق مداخلها. ثم في 15 أكتوبر من العام نفسه تعرَّضت المدينة للاقتحام مُجدداً، حيث اجتاحتها قوات أمنية تتكون من آلاف الجنود وسط إطلاق نار كثيف، ونشرت حواجز أمنية في الشوارع واعتقلت حوالي 100 شخص. وأخيراً اندلعت معركة عنيفة فيها في 13 يناير عام 2012، إثرَ سيطرة الجيش السوري الحر عليها. وعلى الرغم من التوصل إلى اتفاق لوقف إطلاق النار بينه وبين الجيش النظامي في 17 يناير، غير أن الجيش عادَ وقصفها مجدداً بشدة، وانتهى الأمر بعد أسبوع بمقتل زهاء 100 من الأهالي وإبرام اتفاق جديد بين السلطات والجيش الحر، يَقضي بانسحاب الجيش الحر من المدينتين وتسليمه العتاد والسلاح الذي استولى عليه من قوات الجيش النظامية، مقابل ترك أفراده يَخرجون بسلام والسَّماح بدخول المساعدات الإنسانية إلى المدينتين.

## السكان
في عام 1935 بلغ عدد سكان الزبداني 6,317 نسمة. وقد قدر عدد سكان قضاء الزبداني (الذي كان يَشمل 24 قرية) حسب إحصاء النفوس في عام 1954 بحوالي 26,514 نسمة، وأما عدد سكان المدينة نفسها فقد قدر بحوالي 8,307 نسمة. في عام 1965 وصل عدد سكان المدينة إلى 11,750 نسمة، وفي إحصاء عام 1995 ارتفع العدد كثيراً ليَبلغ 23,877 نسمة، وأما القضاء فقد بلغ سكانه 90,830 نسمة، وبعدها بثلاثة أعوام، وفي عام 1998 بلغ عدد سكان المدينة الزبداني 24,577 نسمة، منهم 12,157 ذكور و 11,723 إناث. وقد بلغ معدل الولادات في العام نفسه 450 حالة ولادة سنوياً، فيما بلغ عدد الوفيات 90 حالة سنوياً.
وفق إحصاءات السجل المدني، بلغ عدد سكان مدينة الزبداني في نهاية عام 2006م نحو 29,930 نسمة، بينما يَرتفع عدد قاطنيها في الشتاء إلى حوالي 60,000 نسمة، وفي الصيف يصل العدد إلى 100,000 نسمة.

## الآثار القديمة
في نفس مكان وموقع المدينة الحالية كانت مدينة الزبداني الآرامية القديمة مدفونة تحت المدينة الحالية والعديد من آثارها موجودة في أماكن متفرقة من الزبداني الحالية. ومن أبرز وأهم آثار المدينة:
| بردى (قنوى) ورد هذا الاسم في كتاب معجم البلدان لياقوت الحموي (عام 1228م)، وكلمة "قنوى" هي اسم آرامي قديم معناه القصب، وأصله "قنا"، وقد ذكرت هذه البلدة الصغيرة في تواريخ السريان ومنهم ميخائيل الكبير (بطريرك اليعاقبة - عام 1200م). وقيل أنه كانت لنهر بردى ينابيع متقاربة، تنبجس من الصخور في سفح الجبل وتؤلف في المنبسط الذي أمامها بحيرة واسعة هي بحيرة بردى، تكتنف شواطئها أدغال من الأقصاب، وتعيش فيها الحيوانات المتوحشة. فبنى الآراميون في الزبداني الذين كانوا ينتفعون بتلك الأقصاب أكواخاً على شاطئ البحيرة سمُّوها "قنا"، وكانوا يقيمون فيها أيام العمل، ثم تحولت الأكواخ إلى بيوت دائمة. وبحادث جيولوجي صار انهيار من الجبل على النبع والبحيرة، بأبعد مكان تدفق الماء من النبع إلى المكان الحالي، وأصاب البلدة، ولم يبق إلا على قليلها. |
| السفيرة تقع غربي الزبداني على سفح الجبل واسمها آرامي (شفيرا)، وله عدة معاني شجر النهر ـ عصفور جميل ـ كان يوجد بكثرة في ذلك المكان، وموقع السفيرة عبارة عن مساحة واسعة من الأرض ملأى بالأساسات والأنقاض القديمة من آرامية ويونانية، وقد خربت قبل الفتوحات الإسلامية، وفي موقع من السفير هضبة عالية تسمى (شحرايا) باللغة الآرامية ومعناها (السواد) وهي عبارة عن مغاور وكهوف لقبور قديمة، وكان يوجد فيها عدد من التماثيل من الحجارة، كتب على قطعة منها اسم (زاباد) بالآرامية. |
| الكبرى شمال الزبداني يقوم نبع العرق ودير النحاس، وهناك كان يوجد معبد آرامي قديم كان متصدعاً، ولما استولى الإغريق على سوريا بنوه واستعملوه، ويظهر أنهم عملوا بقربه معمل نحاس أو اكتشفوا وجود النحاس بقربه، فسموه بلغتهم "كيبري" (Kypri) ومعناها النحاس وفي أرض الكبري، وهي مكان مصيف الفردوس حالياً، وقد وجد أحد الفلاحين قطعة من الفسيفساء تلقت بين يديه وهو يحفر الأرض وينقبها بعدَ ذلك في عام 1929م. |
| قلعة الكوكو اسم يوناني "Kokkos"، ومعناه "الحبوب"، حيث يوجد في هذا المكان معبد يوناني لإله الحبوب، وفيه كثير من بقايا العواميد المكسورة والقواعد الحجرية، وحجارة ضخمة مبعثرة عليها كتابات يونانية، وفيه كذلك بقايا لمعصرة زيت ومعصرة عنب منحوتتين في الصخور، وبقايا مغارات في كل منها ستة قبور قديمة. وينتهي المعبد المنحوت في الصخر بشق واسع فيه موضع للأصنام، وتُوجد على سقفه كتابات يونانية دراسة، وأمامه بقايا أعمدة على إحداها كلمة ممسوحة باليونانية هي "كوكوس"، وكلمة ثانية هي "سولالاس" (Solalas)، وهي اسم لراعي غنم يوناني ورد في الميثولوجيا القديمة كان مغرماً بآلهة الشعر اليونانية الجميلة "زاراهو" (Zaraho). وعلى عمود آخر توجد كتابة يونانية هي "Zabadony -Teos -Todros"، ومعناها الإله زاباد هبة الشمس. |
| دير القديس يوحنا المعمدان كان هناك دير القديس يوحنا المعمدان، وهو في الأصل دير مسيحي مع كنيسة كبيرة تحول إلى مسجد بيما بعد، وكان يقع في وسط البلدة، مكان الجامع الكبير "جامع الجسر"، وما تزال منه بقايا حجارة ضخمة وزخارف ورموز كنيسة مسيحية قديمة منها إشارة الصليب المقدس ومنحوتة على شكل القربان المقدس. |
| موقع دير النحاس توجد في موقع دير النحاس بقايا معبد آرامي من أعمدة وغيرها، كان يُسمَّى فيما مضى معبد الإله "زابادوني"، وهو اسم المدينة. |
| خربة الدلة تقع بين الزبداني ومصيف بلودان، مساحة من الأرض ذات آثار يونانية تدل على اسم "دالي" (Daly). وفيها بقايا مدفونة من الآثار، ولهذا الاسم أشباه عديدة في جزيرة قبرص ومدينة في جنوب اليونان في ولاية أيليزوس، وله أهمية خاصة. |
| آثار أخرى يلاحظ أن معظم البيوت القديمة بنيت حجارة أساساتها من بقايا الحجارة المنحوتة التي كانت مبعثرة في المنطقة لمعابد وأديرة مختلفة، وفي وادي قاق، كان يوجد دير وبالقرب منه كنيسة لا تزال بعض آثارها باقية. وفيه عدد من قطع الحجارة الضخمة كانت تقتطع وتنقل إلى بعلبك لبناء قلعتها. وهناك مجموعة من المواقع في سفح الجبل الغربي للزبداني، كانت تقوم فيها بعض القلاع القديمة، أو أنها سميت قلاعاً لارتفاعها، وتُسمَّى حالياً "قلعة التل" و"وقلعة الزهراء" في الشمال الغربي، و"قلعة عبد الله" غرب نبع بردى. وفي شمال البلدة وقرب نبع العرق، توجد أساسات لأبنية ضخمة منتشرة هناك وكان من بين تلك الحجارة، حجر يصل طوله إلى سبعة أمتار وعرضه وارتفاعه إلى متر واحد وكذلك قاعدة عمود تبلغ المترين علواً والمتر المربع تربيعاً وقطع أخرى حجرية تآكلت بفعل العوامل الطبيعية. هناك أيضاً مواقع أثرية لم يبق منها إلا الاسم وبقايا حجارة مدفونة بفعل السيول وانجراف التربة. تُوجد أيضاً في الزبداني آثار لدير قديم في أراضي "العرق"، لكنها قليلة جداً، كما توجد فيها بعض الأعمدة والقطع الحجرية الضخمة، تقع في أساسات بعض البيوت القديمة التي بنيت فوقها الجدران. |

## السياحة

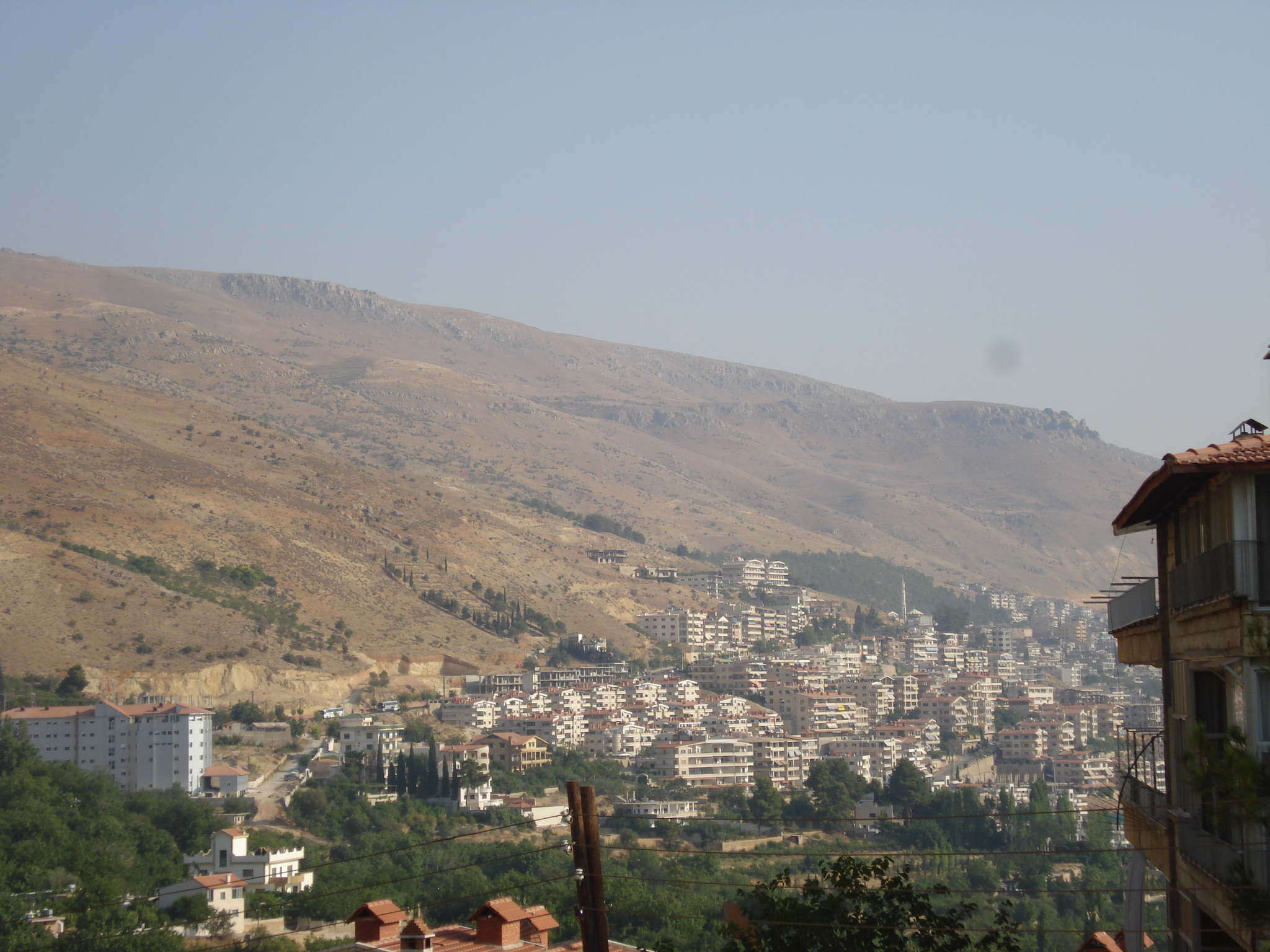
مدينتا الزبداني ومضايا السياحيتان من الأعلى.

تُعد الزبداني من المصايف القديمة والمعروفة منذ القرن التاسع عشر، إذ يقصدها السياح من كل مكان لجمال طبيعتها وهوائها العليل، حيث تتربع المدينة المصيف في سفوج الجبل وتمتد تحتها بساتين الفاكهة وينابيع الماء والمساحات الخضراء في سهل الزبداني المنبسط ببساتين وأشجار الفاكهة، وجوها معتدل إلى بارد في أشهر الصيف، وفي الشتاء تتساقط الثلوج لتُغطي السفوح والمنازل بشكل جميل. وتنتشر في مصيف الزبداني الفنادق السياحية بمختلف المستويات والكازينوهات والمقاهي والمطاعم والعديد من المنشآت والمرافق السياحية، وترتبط الزبداني بخط سكة حديدية مع مدينة دمشق، ويُسمى «قطار الزبداني» أو «قطار المصايف». ويَزور الزبداني والمناطق والمصايف المحيطة بها من مصايف وادي بردى وجبال الزبداني عشرات الآلاف من السياح في فصل الصيف، وأغلبهم من دول الخليج العربي.
كما يقام مهرجان الزبداني السياحي المُسمَّى «مهرجان سوار الشام» سنوياً في المدينة بين 15 يوليو و15 أغسطس من كل عام، وهو في تطور وازدهار كل سنة ويجتذب السياح بأعداد كبيرة، وتُقام خلاله العروض الفنية والفلكلورية والتراثية في أيام وليالي المهرجان الحافلة.

## المأكولات الزبدانية
اشتهرت الزبداني بأكلات شعبية متوارثة جيلاً بعد جيل.
والمطبخ الزبداني هو جزء من مطبخ بلاد الشام. والمرأة الزبدانية طباخة ماهرة حملت هذه المهارة عبر الأجيال فمطبخها مطبخ متنوع حافل بما لذ وطاب من الأكلات الصيفية والشتوية.
ومن أهم الأكلات الزبدانية الشعبية:
الكبة بأنواعها المختلفة ومنها الكبة العادية، كبة البطاطا، كبة بكشك، كبة يقطين، كبة بمرمزا، كبة عكوب، كبة حيلة، كبة عصافير. ويتم طبخ كافة هذه الأنواع إما بإضافة اللبن لها وتسمى باللبنية أو مشوية أو مقلية.
الزطة: وهي عبارة عن لبن وبرغل وطحين ولحمة
الرشتاية: وهي عبارة عن معكرونة مع عدس
مغمومة: وهي من دبس وبرغل
كافة أنواع المحاشي: كوسا محشي، باذنجان محشي، وبندورة محشية، وفليفلة محشية
وتشتهر الزبداني بعملية تجفيف الخضراوات في الصيف من أجل طبخها في الشتاء مثل بندورة، كوسا، باذنجان، فاصولياء، لوبياء.. وعيون لحم الغنم بواسطة القاورما وهي لحم الخاروف المعلوف في الصيف ومربّى عن طريق (التزقيم)
وهذه الأكلات على سبيل المثال لا الحصر حيث يوجد في منطقة الزبداني أكثر من خمسمائة أكلة.